# Кущення

Ячмінь звичайний в фазі кущення

Ку́щення — процес, при якому утворюються бічні надземні пагони з бруньок вузла кущення у тонконогових (злаків) та подібних до них трав'янистих рослин.
Кущення триває з моменту появи першого бічного пагона (у однорічних рослин) або з початку вегетації (у багаторічних) до початку викидання стрілки.Кущення злаків характеризують загальним кущенням або коефіцієнтом кущення (кількість усіх пагонів на одній рослині), продуктивним кущенням (кількостю пагонів з колоссям, яке дало зерно); підгонами (кількістю пагонів з недорозвиненим колоссям); недогодами (кількістю пагонів без колосся); енергією кущення (темпом утворення бічних пагонів).
За характером кущення рослин поділяється на нещільнокущове (вузол кущення заглиблений у ґрунт, бічні пагони відходять від основного стебла під гострим кутом), та щільнокущове (вузол кущення утворений над поверхнею ґрунту, бічні пагони відходять майже вертикально). Кущення у озимих злаків сильніше, ніж у ярих. Серед ярих хлібних культур кущення найсильніше проявляється у ячменю, найслабше — у пшениці. На кущення також впливає температура, вологість, освітлення, умови живлення, норми висіву, строки сівбі, якість насіння. При занадто великому кущенні у хлібних злаків утворюється значна кількість підгонів і недогонів, які при несприятливих умовах вегетації (посуха, недостатнє живлення) послаблюють розвиток продуктивних пагонів. Для отримання оптимальної кількості продуктивних пагонів, регулюють кущення збільшенням або зменшенням норми висіву. У багаторічних рослин на пасовищах та сіножатях збільшення кущення є бажаним.